# Mercedes-Benz W114/W115

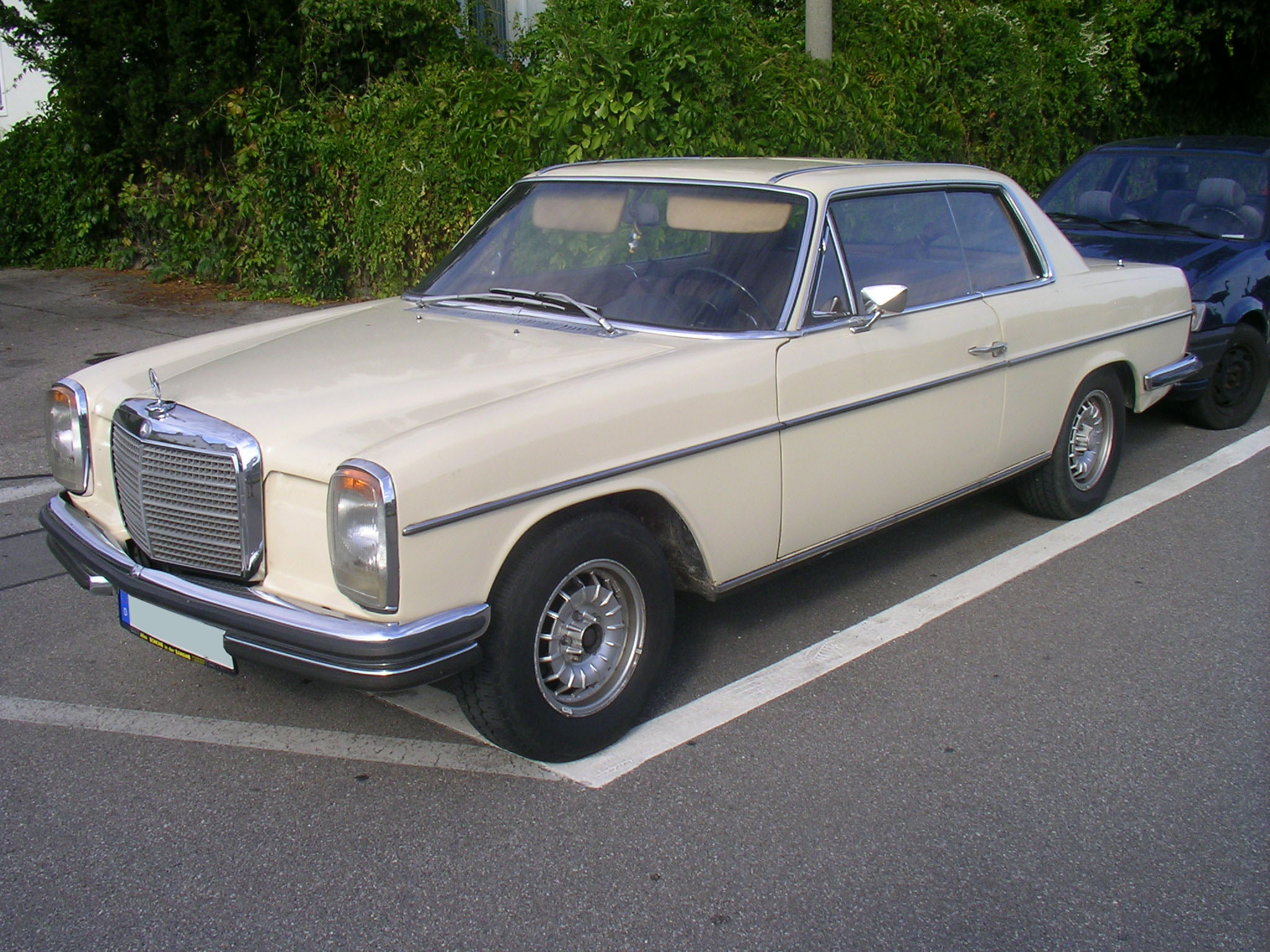
Un Mercedes-Benz 250CE cupé dos puertas sin parantes.

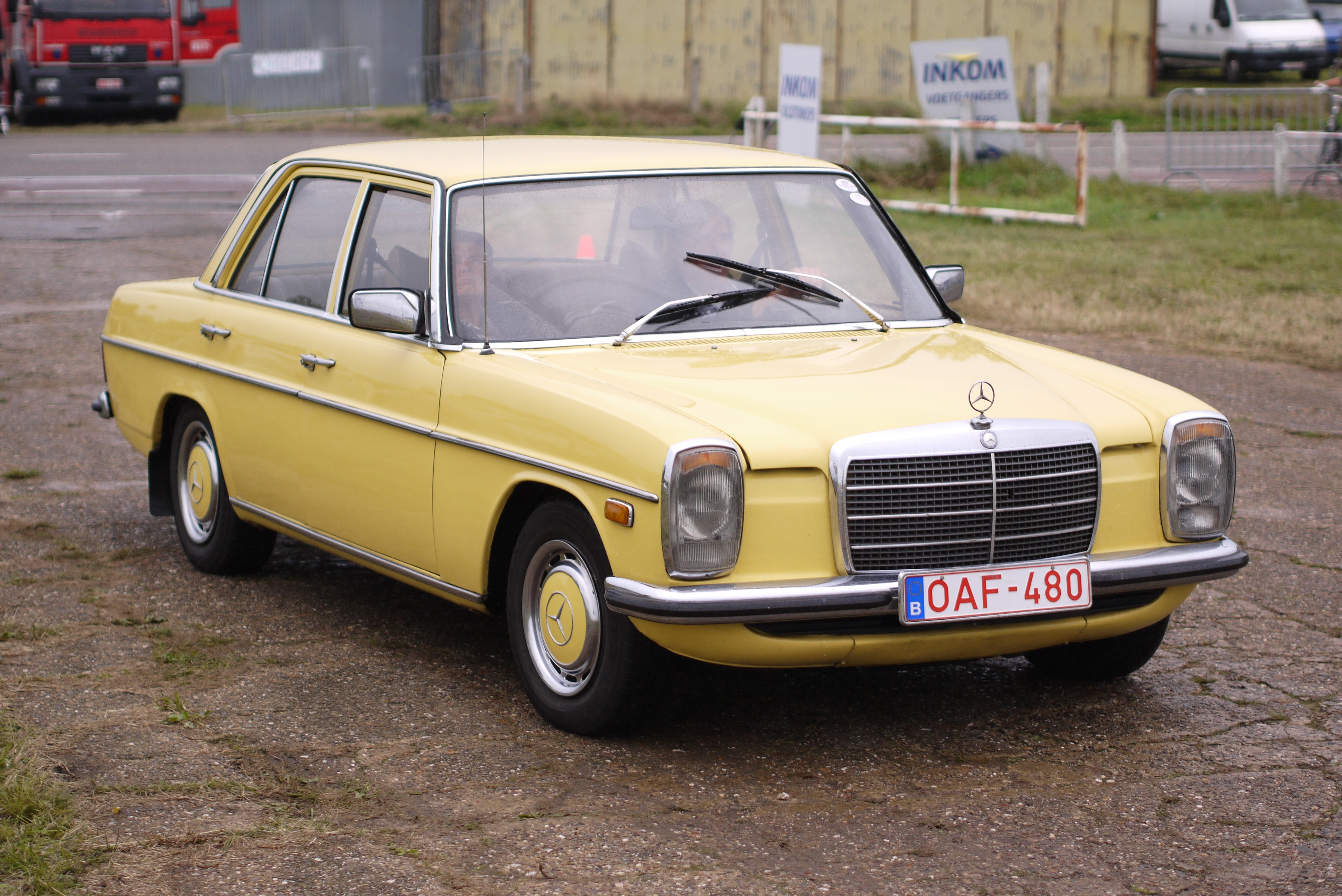
Mercedes-Benz 250 (W114) sedán: esta versión recibió una renovación que se distingue sobre todo por una rejilla del radiador más ancha y otras luces frontales, entre otros cambios.

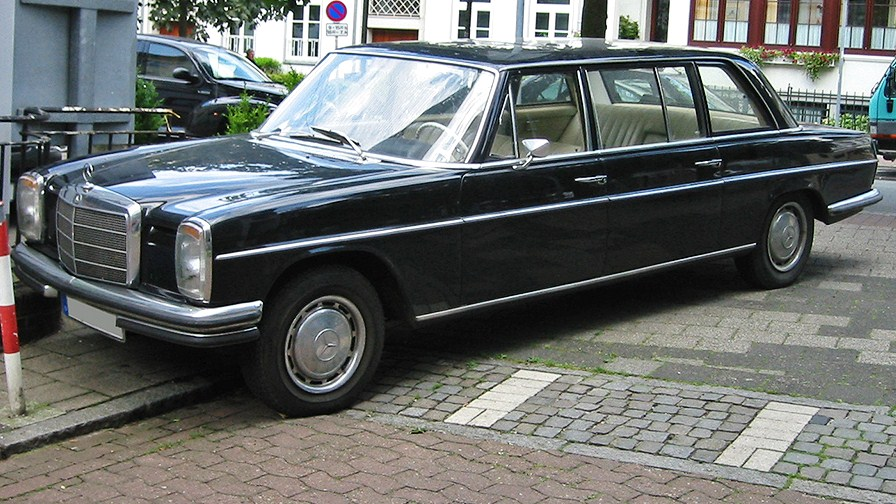
W115 variante larga (limusina), con ocho asientos en tres filas, que fue adquirida por los hoteles, empresas de alquiler de coches y compañías de taxi.

Los Mercedes-Benz W114 y W115 son unos automóviles del segmento E con carrocerías cupé, sedán y pickup que fueron producidos entre 1968 y 1976 por el fabricante alemán Mercedes-Benz, los cuales se distinguen por los anagramas de identificación de sus motores.
Los modelos W114 ofrecen motores de seis cilindros y se vendían con las denominaciones 230, 250 y 280, mientras que los modelos W115 ofrecen motores de cuatro cilindros y se vendían con las denominaciones 200, 220, 230, y 240. Todos fueron diseñados por Paul Bracq, con un diseño de tres volúmenes. 
En el momento en que se empezaron a vender los W114 y W115, Mercedes-Benz comercializaba sus automóviles en dos clases de tamaño, con los W114 / 115 situados por debajo del Mercedes-Benz Clase S. A partir de 1968, Mercedes-Benz comercializó su gama de modelos como «modelos de nueva generación».
Los W114/W115 "stroke 8" reemplazaron a la serie W110 "colas" y sus derivados, siendo a su vez sustituidos por la serie W123 a partir de 1976.

## Historia
La presencia de un nuevo modelo de chasis en los W114 y W115 fue significativa dentro de la historia de los Mercedes-Benz, ya que fueron los primeros automóviles de la posguerra con un nuevo chasis utilizado en todos los nuevos modelos de turismo de Mercedes-Benz.
Los W114/W115 fueron los primeros Mercedes-Benz posteriores a la Segunda Guerra Mundial en emplear un chasis completamente nuevo no derivado de un modelo anterior. El nuevo chasis empleaba una suspensión posterior denominada diagonal swing axle, consistente pese a su denominación en una suspensión independiente por brazos semitirados de anclaje diagonal, mientras que en el tren delantero empleaba manguetas de dirección, sistemas que serían empleados en todos los Mercedes hasta la aparición del tren trasero multilink con los W124 y W201 en los años 80.
Por contraposición los Mercedes-Benz W108/W109 contemporáneos de la clase S -280S/8, 280SE/8 and 300SEL/8 (y el W113 280SL Pagoda)-, serían los últimos en utilizar la suspensión posterior low-pivot swing axle, basada en un sofisticado sistema de ejes oscilantes monojunta y pivotes de dirección en el tren delantero. 
El Mercedes-Benz W114 / W115 era un automóvil de lujo de tamaño medio (segmento E), y era algo más pequeño que los coches de la Clase S. Mercedes-Benz también lanzó su primer motor diésel de cinco cilindros el OM 617. Este coche tenía un atractivo distintivo debido a su diseño clásico y moderno para la época. El coche fue diseñado por el francés Paul Bracq, quien fue jefe de diseño de Mercedes-Benz para todos los modelos entre 1957 y 1967. Este período incluye modelos como el Große Mercedes-Benz 600 y el Mercedes-Benz SL 280 «Pagoda coupé». Bracq también fue responsable de los diseños de BMW para los años 1970 a 1974 y diseños de Peugeot para los años 1974 a 1996.
Mercedes-Benz Argentina S.A. desarrolló una camioneta tipo pickup (cabina simple y doble) en base del modelo 220D en el chasis W115 entre 1972 y 1976.

## Modelos

### W114
| Código de chasis | Año       | Modelo     | Motor      | Motor  | Motor |                 |
| Código de chasis | Año       | Modelo     | Cilindrada | Modelo | Tipo  | N.º construidos |
| ---------------- | --------- | ---------- | ---------- | ------ | ----- | --------------- |
| W114.015         | 1968–1976 | 230, 230.6 | 2.3 L      | M180   | L6    | 221.783         |
| W114.010         | 1968–1972 | 250        | 2.5 L      | M114   | L6    | 78.303          |
| W114.011         | 1972–1976 | 250 2.8    | 2.8 L      | M130   | L6    | 34.061          |
| W114.021/022     | 1969–1976 | 250C/CE    | 2.8 L      | M130   | L6    | 42.379          |
| W114.060/062     | 1972–1976 | 280/E      | 2.8 L      | M110   | L6    | 67.373          |
| W114.073/072     | 1972–1976 | 280C/CE    | 2.8 L      | M110   | L6    | 24.669          |

### W115
| Código chasis | Año       | Modelo        | Motor      | Motor  | Motor       |                 |
| Código chasis | Año       | Modelo        | Cilindrada | Modelo | Tipo        | N.º construidos |
| ------------- | --------- | ------------- | ---------- | ------ | ----------- | --------------- |
| W115.015      | 1968–1976 | 200           | 2.0 L      | M121   | L4          | 288.785         |
| W115.115      | 1968–1976 | 200D          | 2.0 L      | OM615  | L4 (diésel) | 339.927         |
| W115.010      | 1968–1973 | 220           | 2.2 L      | M115   | L4          | 12.782          |
| W115.110      | 1968–1976 | 220D          | 2.2 L      | OM615  | L4 (diésel) | 424.505         |
| W115.017      | 1973–1976 | 230.4         | 2.3 L      | M115   | L4          | 87.765          |
| W115.117      | 1973–1976 | 240D          | 2.4 L      | OM616  | L4 (diésel) | 131.319         |
| W115.114      | 1974–1976 | 240D 3.0/300D | 3.0 L      | OM617  | L5 (diésel) | 53.690          |